# سلوکوس پنجم
سلوکوس پنجم فیلومتور (به یونانی: Σέλευκος Ε' Φιλομήτωρ)(۱۲۶-۱۲۵ پیش از میلاد) پادشاه سلوکی و بزرگترین پسر دیمتریوس دوم و کلئوپاترا تئا بود. لقب او فیلومتور به معنای مادردوست و در میان یونانیان بیشتر به کسی که مادرش نایب سلطنت او یا شهبانویش بود گفته‌می‌شد. سلوکوس پنجم در کشاکش قدرت با مادرش به دست او کشته‌شد زیرا که وی در سلطنت شریک مادرش بود و هر دو فرمانروایان سلوکی بودن کلوپاترا تئا علاوه بر فرمانروای مشترک با فرزندش بلکه نایب السلطنه وی بود به همین خاطر تمام قدرت پادشاهی در دست خودش بود و به تنهایی فرمانروایی می کرد و به سلوکوس اجازه حکومت و دخالت نمی داد به همین خاطر سلوکوس در کشمکش قدرت به وسیله مادر با زهر بادی کشته شد و کلوپاترا پسر دیگرش که بر آن مسلط بود یعنی انتیوخوس هشتم را به سلطنت رساند و خود به تنهایی به عنوان شاه مشترک و نایب السلطنه بر امپراتوری سلوکیان حکومت کرد.